# Vibrissina inca
Vibrissina inca là một loài ruồi trong họ Tachinidae.